# Дюралюминий

Бинарная фазовая диаграмма состояния сплавов алюминий-медь. Узкий диапазон сплавов типа дюралюмин представлен окрашенной полосой.

Дюралюми́н, дюралюми́ний, дюра́ль — собирательное обозначение группы высокопрочных сплавов на основе алюминия (алюминиевый сплав) с добавками меди, магния и марганца. Название сплава происходит от торговой марки Dural (фр. dur — твёрдый) — коммерческого обозначения одного из первых упрочняемых термообработкой и последующим старением алюминиевых сплавов. Основными легирующими элементами в нём являлись медь (4,5 % массы), магний (1,5 %) и марганец (0,5 %); остальное — алюминий (93,5 %). При испытаниях на растяжение типовое значение предела текучести дюралюминов составляет порядка 250 МПа, предела кратковременной прочности 400…500 МПа, однако прочностные характеристики конкретного сплава зависят от его состава и, в особенности, от термообработки.

## Названия
Название сплава пришло в Россию из Германии в первое десятилетие XX века (нем. Duraluminium) и в русском языке стало общим обозначением для целой группы сплавов на основе алюминия, легированного добавками меди, магния и марганца. Иногда встречаются также старая (основная до 1940‑х годов) форма «дуралюми́ний» и англизированный вариант «дюралюми́н». Название происходит от немецкого города Дюрен (нем. Düren), где в 1909 году было начато промышленное производство сплава.
Дюралюминий разработан немецким инженером-металлургом Альфредом Вильмом (Alfred Wilm), сотрудником металлургического завода Dürener Metallwerke AG. В 1903 году Вильм установил, что сплав алюминия с добавкой 4 % меди после резкого охлаждения (температура закалки 500 °C), находясь при комнатной температуре в течение 4-5 суток, постепенно становится более твёрдым и прочным, не теряя при этом пластичности. В 1909 году Альфред Вильм подал заявку на патент «Способ улучшения сплавов алюминия, содержащих магний». Вскоре лицензии на способ были приобретены компанией Dürener Metallwerken, которая вышла на рынок с продуктом под маркой «дуралюминий» (нем. duraluminium). Состав патентованного дюралюминия, выпускаемого на заводе Dürener Metallwerken: 3,5-5,5 % Cu; 0,5-0,8  % Mg; 0,6  % Mn.
На международной выставке дирижаблей, проходившей во Франкфурте в 1909 году, новый сплав получил третью премию. В 1910 году на выставке дирижаблей в Петербурге Вильм получил Большую серебряную медаль за лучший материал для дирижаблей, а также Большую золотую медаль за «достижения в области военной техники».
Обнаруженное Вильмом явление старения алюминиевых сплавов позволило повысить прочность дюралюминия до 350-370 МПа по сравнению с 70-80 МПа у чистого алюминия.
Распространённые в Европе сплавы марок Hiduminium и Avional являются близкими по составу к дюралюминию сплавами других фирм-производителей — High Duty Alloys Ltd. (Великобритания) и Aluminium-Industrie A-G. (Швейцария).
В СССР/России дюралюминами называют деформируемые сплавы системы Al-Cu-Mg, в которые дополнительно вводят марганец. Типичным дюралюмином является сплав Д1 (состав: 4,3 % Cu, 0,6 % Mg, 0,6 % Mn, остальное — Al), однако вследствие сравнительно низких механических свойств производство его заметно сокращается; сплав Д1 для листов и профилей заменяется сплавом Д16.
В США и Евросоюзе дюралюмины представлены, в первую очередь, сплавами 2024, 2017 (во Франции ранее обозначался AU4G или duralumin) и 2117. По международной универсальной классификации группе деформируемых алюминиевых сплавов Al-Cu-Mg присваиваются обозначения от 2000 до 2999.
| Сплав | -     | Si   | Fe   | Cu   | Mn   | Mg   | Cr   | Ni | Zn   | Ti   | Zr+Ti | Прочие каждого | Прочие сумма | Al     |
| ----- | ----- | ---- | ---- | ---- | ---- | ---- | ---- | -- | ---- | ---- | ----- | -------------- | ------------ | ------ |
| 2017A | мин.  | 0,20 | /    | 3,50 | 0,40 | 0,40 | /    | /  | /    | /    | /     | /              | /            | основа |
|       | макс. | 0,80 | 0,70 | 4,50 | 1,00 | 1,00 | 0,10 | /  | 0,25 | /    | 0,25  | 0,05           | 0,15         |        |
| 2024  | мин.  | /    | /    | 3,80 | 0,30 | 1,20 | /    | /  | /    | /    | /     | /              | /            | основа |
|       | макс. | 0,50 | 0,50 | 4,90 | 0,90 | 1,80 | 0,10 | /  | 0,25 | 0,15 | 0,20  | 0,05           | 0,15         |        |

| /                                                     | 2017              | 2024              |
| ----------------------------------------------------- | ----------------- | ----------------- |
| Массовая плотность (г/см³)                            | 2,79              | 2,77              |
| Интервал температур плавления                         | 510-640           | 500-638           |
| Линейный коэффициент термического расширения (10−6/K) | 23,0              | 22,9              |
| Модуль упругости МПа (1)                              | 74 000            | 73 000            |
| Коэффициент Пуассона                                  | 0,33              | 0,33              |
| Теплопроводность (W/M°C)                              | состояние T4: 134 | состояние T3: 120 |
| Удельная теплоёмкость (Дж/кг°C)                       | 920               | 920               |
| Предел упругости RP0.2 (МПа)                          | 260 (2)           | 300 (3)           |
| Предел прочности Rm (MPa)                             | 390 (2)           | 440 (3)           |
| Относительное удлинение (%)                           | 9 (2)             | 9 (3)             |

(1) Среднее значение модулей при растяжении и сжатии

(2) Пруток, состояние Т4 (закалка и естественное старение) диаметром от 6 до 75 мм
 
(3) Пруток, состояние Т3 (закалка, деформация в холодном состоянии, старение) диаметром от 50 до 100 мм

## Свойства и применение

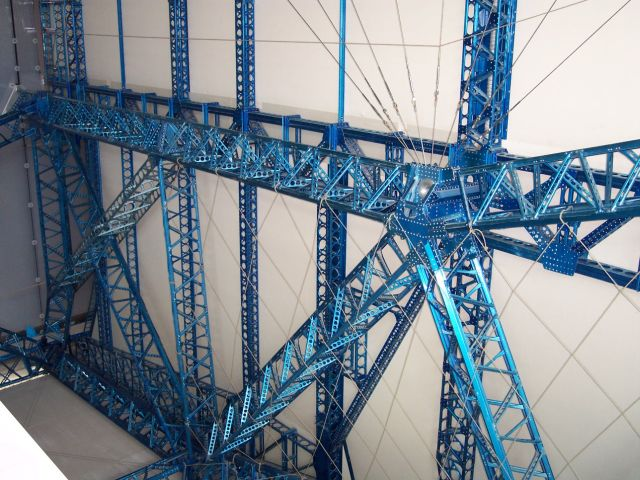
Несущая конструкция германского дирижабля жёсткой схемы «Цеппелин», выполненная из соединенных заклёпками дюралюминиевых профилей

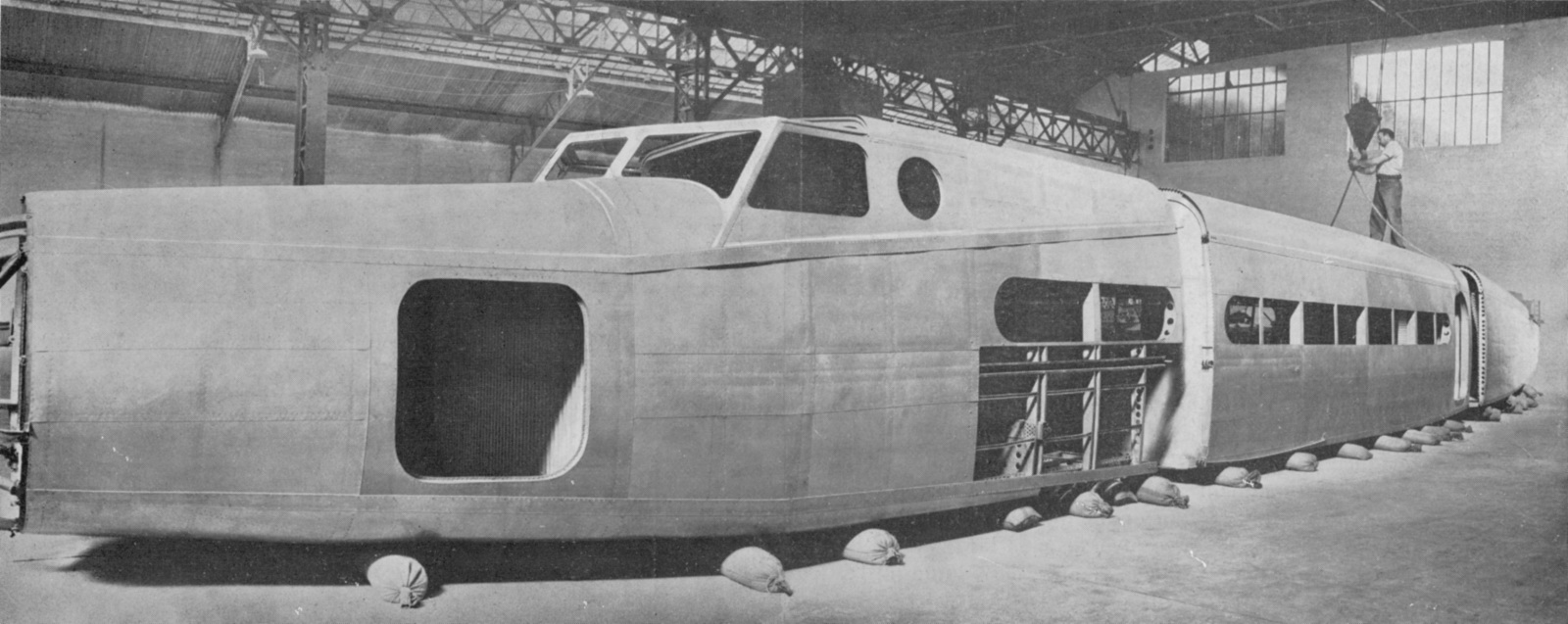
Сборка цельнометаллического самолёта Dewoitine D.333 (Франция, 1934 год), фюзеляж которого изготовлен из дюралюминия марки AU4G

Дюралюминий — основной конструкционный материал в авиации, космонавтике и других областях машиностроения, для которых принципиальную роль играет минимальная масса конструкции.
Первое применение дюралюминия — изготовление каркаса дирижаблей жёсткой конструкции. Начиная с 1911 года, дюралюминий стал широко применяться в других отраслях машиностроения. В годы Первой мировой войны состав сплава и термообработка были засекречены. Начиная с 1920‑х годов, благодаря высокой удельной прочности, дюралюминий становится важнейшим конструкционным материалом в самолётостроении.
Плотность сплава: 2500-2800 кг/м³.
Температура плавления сплава: около 650 °C.
Сплав широко применяется в авиастроении, при производстве скоростных поездов (например, поездов Синкансэн) и во многих других отраслях машиностроения (так как отличается существенно большей прочностью, чем чистый алюминий).
После закалки (нагрева до температуры около 500°C и охлаждения в подогретую воду) сплав становится мягким и гибким (как алюминий). После старения (естественного, проходящего при комнатной температуре в течение нескольких суток, или искусственного, проходящего при повышенной температуре в течение нескольких часов) становится твёрдым и жёстким.
В настоящее время сплавы алюминий — медь — магний с добавками марганца — известны под общим названием дюралюмины. К дюралюминам относят советские сплавы следующих марок: Д1, Д16, Д18, В65, Д19, В17, ВАД1. Дюралюмины упрочняются термообработкой; подвергаются, как правило, закалке и естественному или искусственному старению. Характеризуются сочетанием высокой статической прочности (до 450-500 МПа) при комнатной и повышенной (до 150…175 °C) температурах, высоких усталостной прочности и вязкости разрушения.
Недостаток дюралюминов — низкая коррозионная стойкость. Изделия требуют тщательной защиты от коррозии. Дюралюминиевый прокат, как правило, плакируют чистым алюминием, создавая из него лист с двухсторонней плакировкой, — так называемый альклед. Также, как правило, все детали из алюминиевых сплавов, применяемые в конструкции самолёта, анодируют, покрывают грунтовками, специально разработанными для авиации (обычно жёлтого или зелёного цветов) и при необходимости окрашивают.

## Факты
- В конце 1930-х годов руководство фирмы «Dürener Metallwerke AG» и исследовательские лаборатории располагались в районе Борзигвальде Берлина. Там в начале 1940-х годов были разработаны высокопрочные деформируемые сплавы системы Al-Zn-Mg с пределом прочности не ниже 50 кгс/мм2, применявшиеся серийно на самолётах Хейнкель и Юнкерс в виде прессованных профилей и штамповок[7]. В частности, для сплава «Hydronalium Hy43», разработанного в Институте DVL в 1940 году (состав: 4,5 % Zn, 3,5 % Mg, 0,3 % Mn, 0,4 % Cu, остальное — Al), к 1944 году Министерством авиации RLM была выпущена спецификация Flw3.425.5[8].
- Марка сплава Д16 появилась к 1946 году как результат безлицензионного воспроизводства и освоения металлургической промышленностью СССР технологии изготовления плит, листов и профилей американского сплава 2024 (состав: 4 % Cu, 1,5 % Mg, 0,3 % Сг, остальное — Al), составлявшего основу конструкции планера тяжёлого бомбардировщика Boeing B-29 Superfortress. Приказ о подетальном копировании («…Не допускается никаких отклонений от американского прототипа, ни в одной детали, ни в одном агрегате…» подпись — Иосиф Сталин.) самолёта Boeing B-29 был отдан лично Сталиным в 1944 году в планах и перспективах создания Ту-4 — первого отечественного самолёта-бомбардировщика, носителя атомного оружия. «ВИАМ исследовал вес деталей, их химический состав, структуру и свойства. Как оказалось, отечественные дуралюмины уступали по свойствам сплаву 2024»[9]. Как оказалось, американский сплав 2024 отличался от отечественного дюралюмина Д1 повышенным (до 1,5 %) содержанием магния и небольшой добавкой (0,3 %) хрома.